# Brandkärr, Nyköping
Brandkärr är en stadsdel i Nyköping belägen i tätortens norra del, vid E4. Bostadsområdet uppfördes mellan 1967 och 1975, som en del av miljonprogrammet, och liknar därför på många sätt andra förorter byggda under denna period. Området ritades av arkitekterna Laszlo Marko och Georg Varhelyi

## Historia
I Kärrgruvan och intilliggande Hållets gruvor bröts järnmalm i början på 1600-talet. Tillsammans med Sjösa gruvor utgjorde den malmbasen för Bränn-Ekeby bruk. I mitten på 1600-talet upphörde gruvdriften på grund av problem med att hålla gruvan fri från vatten. 
År 1753 återupptogs gruvdriften vid Kärrgruvan igen, nu under namnet Brandkärrs- och Stiernbergsgruvorna. Trots stora ansträngningar att hantera vattnet i gruvhålen med olika tekniska lösningar lades gruvan åter ned år 1763. 
Under 1900-talet bedrevs viss verksamhet i området men avvecklades helt efter andra världskrigets slut. År 1963 sålde AB Statsgruvor av Brandkärrsområdet till Nyköpings stad. 

## Etymologi
Namnet Brandkärr kommer från den gruvdrift som bedrevs på platsen i omgångar från 1600-talets början, ändra fram till mitten på 1900-talet. En teori om själva namnet Brandkärr säger att kvällsljuset speglades i kärret på ett sätt som liknade en brand. En annan teori är att kärret gav ifrån sig sumpgas som självantände, så kallade irrbloss. 
I Brandkärr har flera av gatorna fått gruvrelaterade namn till minne av den verksamhet som varit; Gruvvägen, Ortvägen och Malmvägen.

## Demografi
Brandkärr är Nyköpings näst största bostadsområde med 1 800 lägenheter och 4 540 invånare. Av de boende i Brandkärr har 60,13 procent utländsk bakgrund.

## Bebyggelse
Den största delen av Brandkärr består av flerbostadshus, men i den södra delen finns det även villor. Brandkärr är en av Nyköpings största stadsdelar med många grönområden, fotbolls-, basket- och handbollsplaner. Området har två skolor, Brandkärrsskolan samt Långbergsskolan, båda låg- och mellanstadium.
I området finns också servicehuset Mariebergsgården. 
Mariagården (byggt 1982) med dess kapell, Mariakapellet, är Svenska kyrkans distriktskyrka. 
Tre bostadsbolag dominerar i Brandkärr: HSB, Victoriahem och Nyköpingshem.

## Handel
I Brandkärr har flera butiker etablerats, bland annat Ica Maxi, Stora Coop, Jula, Blomsterlandet, Systembolaget, Apoteket, OKQ8, Byggmax, Biltema med flera. I Brandkärr finns även secondhand-butiken Öppen Hand, frisersalong, en pizzeria och en närbutik.

## Sport och fritid
I östra Brandkärrsområdet ligger bad- och friskvårdsanläggningen Hjortensbergsbadet med bland annat vågbassäng, varmvattenbassäng och andra träningsredskap. 
Sedan sommaren 1995 har en årlig fotbollscup brandkärr för barn och unga, kallad Brandkärrscupen, arrangerats i Brandkärr av föreningen Verandi Brandkärr.
Nyköpings Folkets park, Nyköpings Arenor – Träffen, är beläget i Brandkärr.

## Framtid
En stadsutvecklingsplan for området har tagits fram under 2021-2022, Framidens Brandkärr, som går ut på att identifiera möjligheter för att bättre integrera Brandkärr i Nyköping genom stadsplanering.

## Bilder

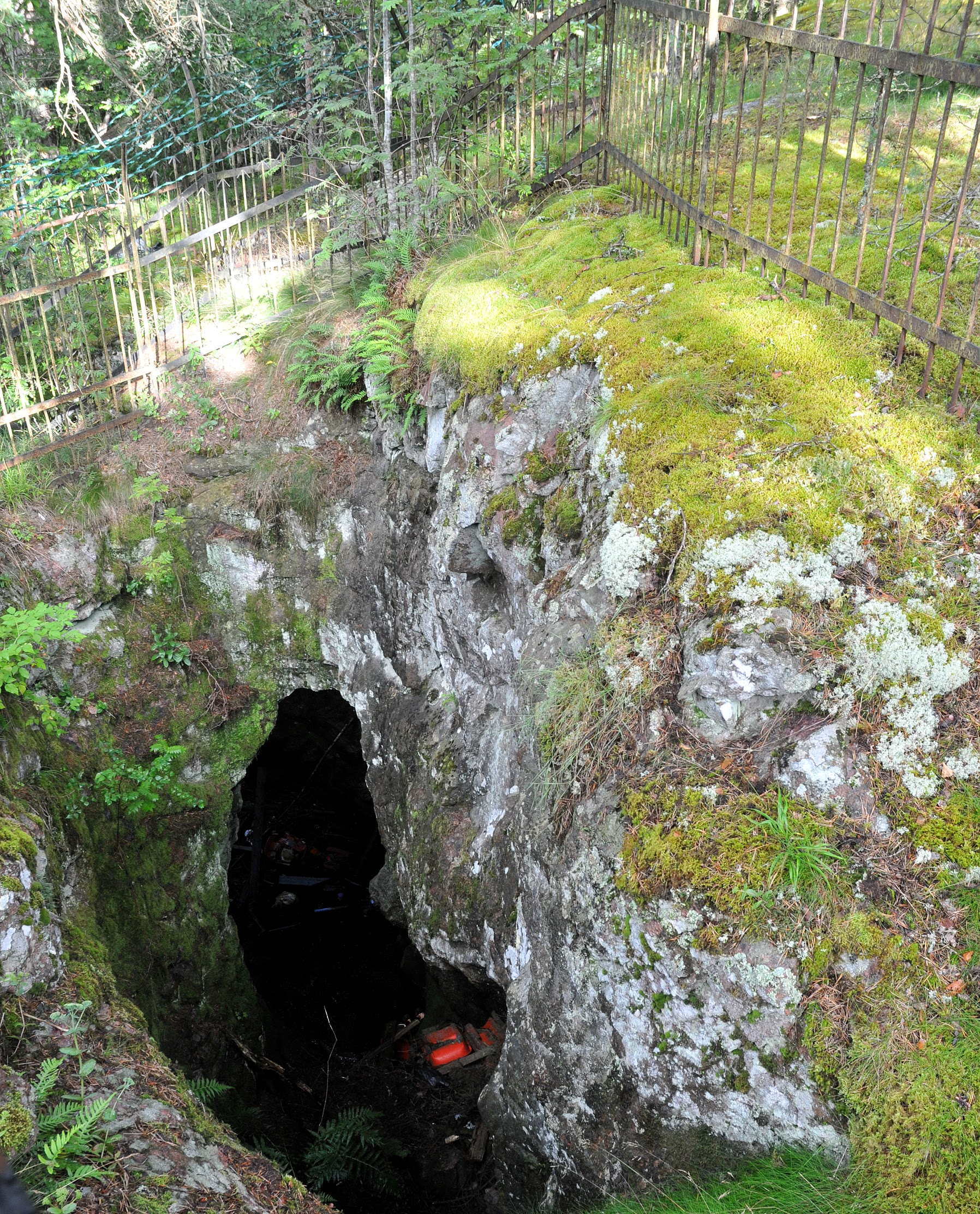
Gruvhål.
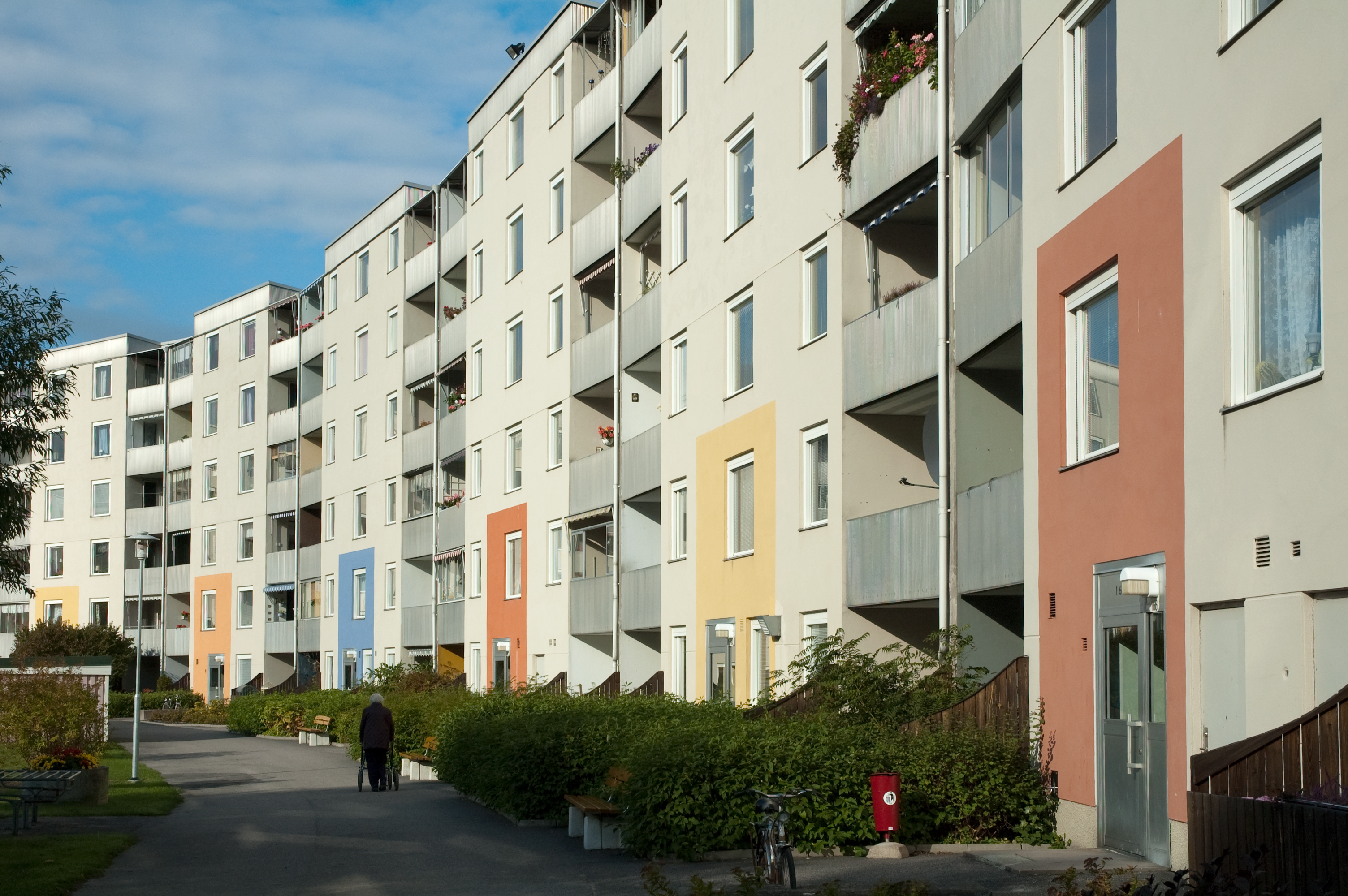
HSB-området.
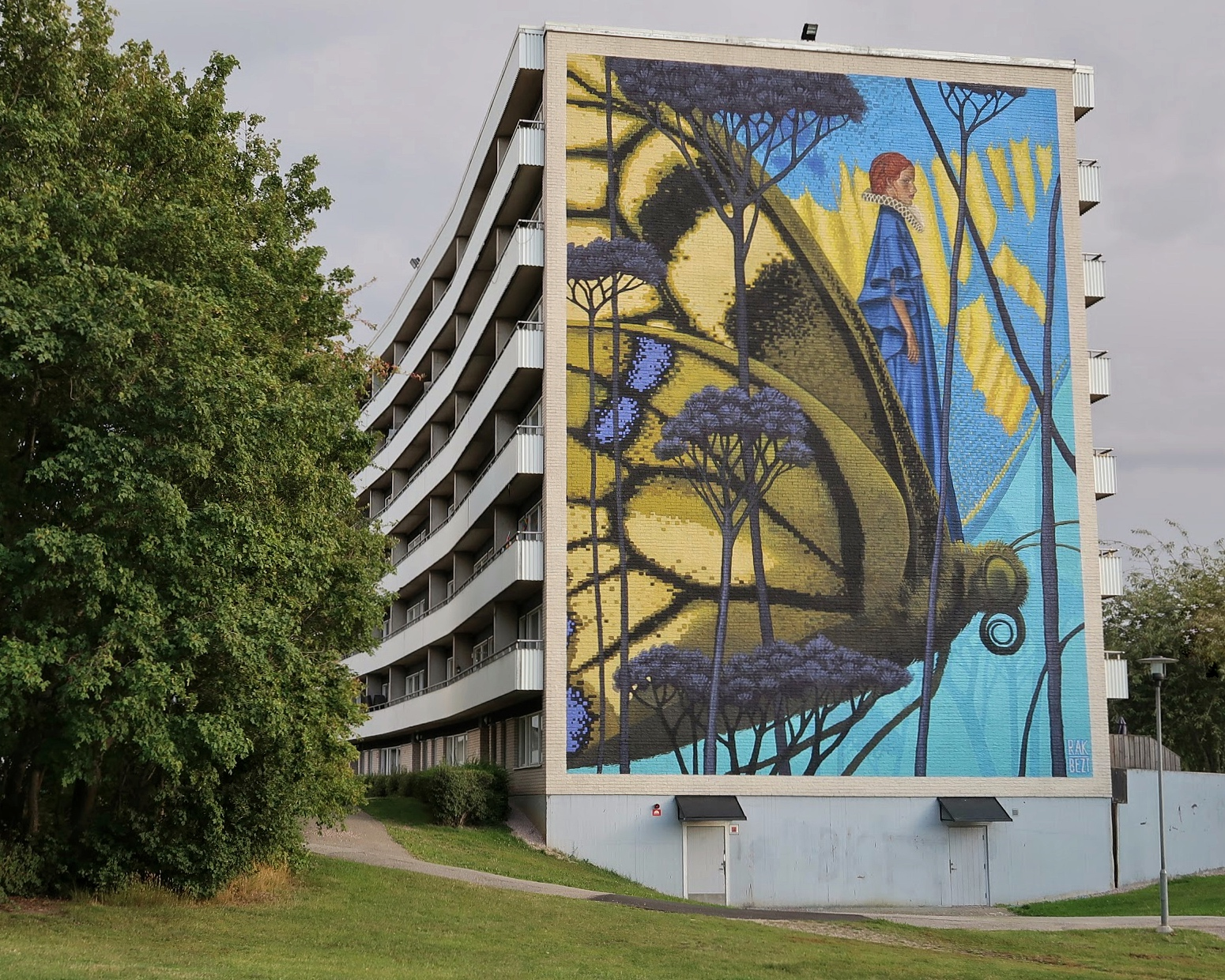
Väggmålning av Natalia Raks.
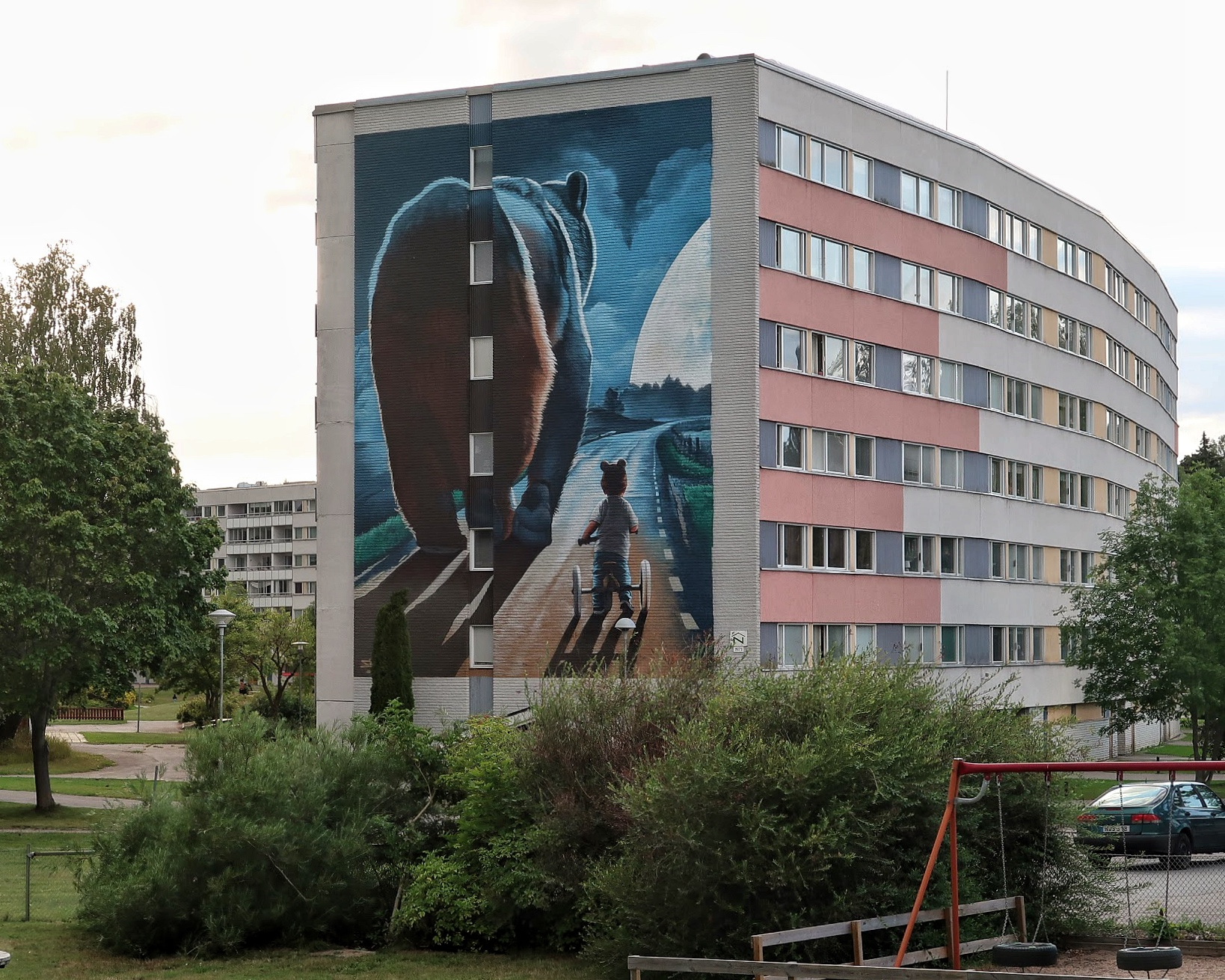
Väggmålning av Bart Smeets.
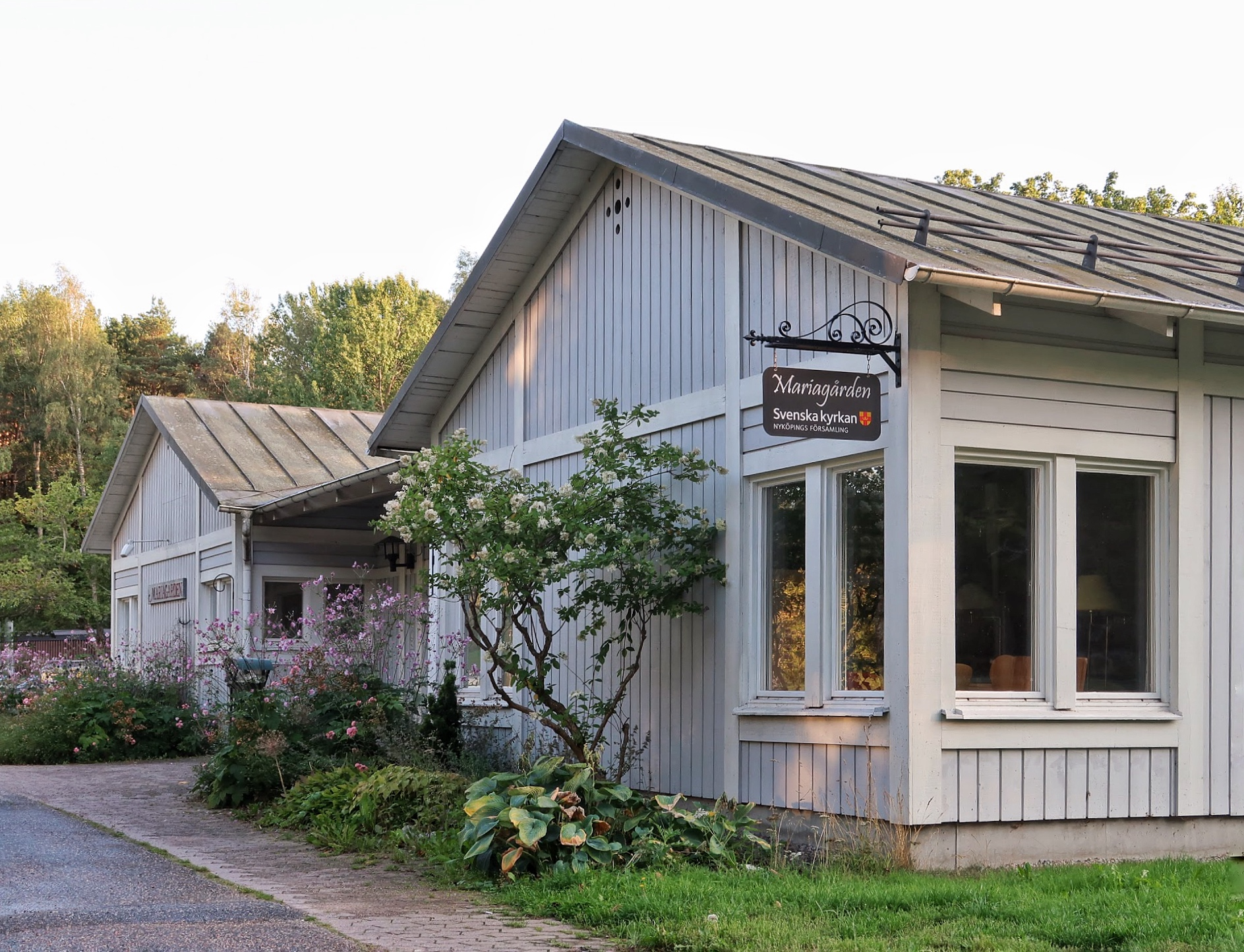
Mariakapellet.
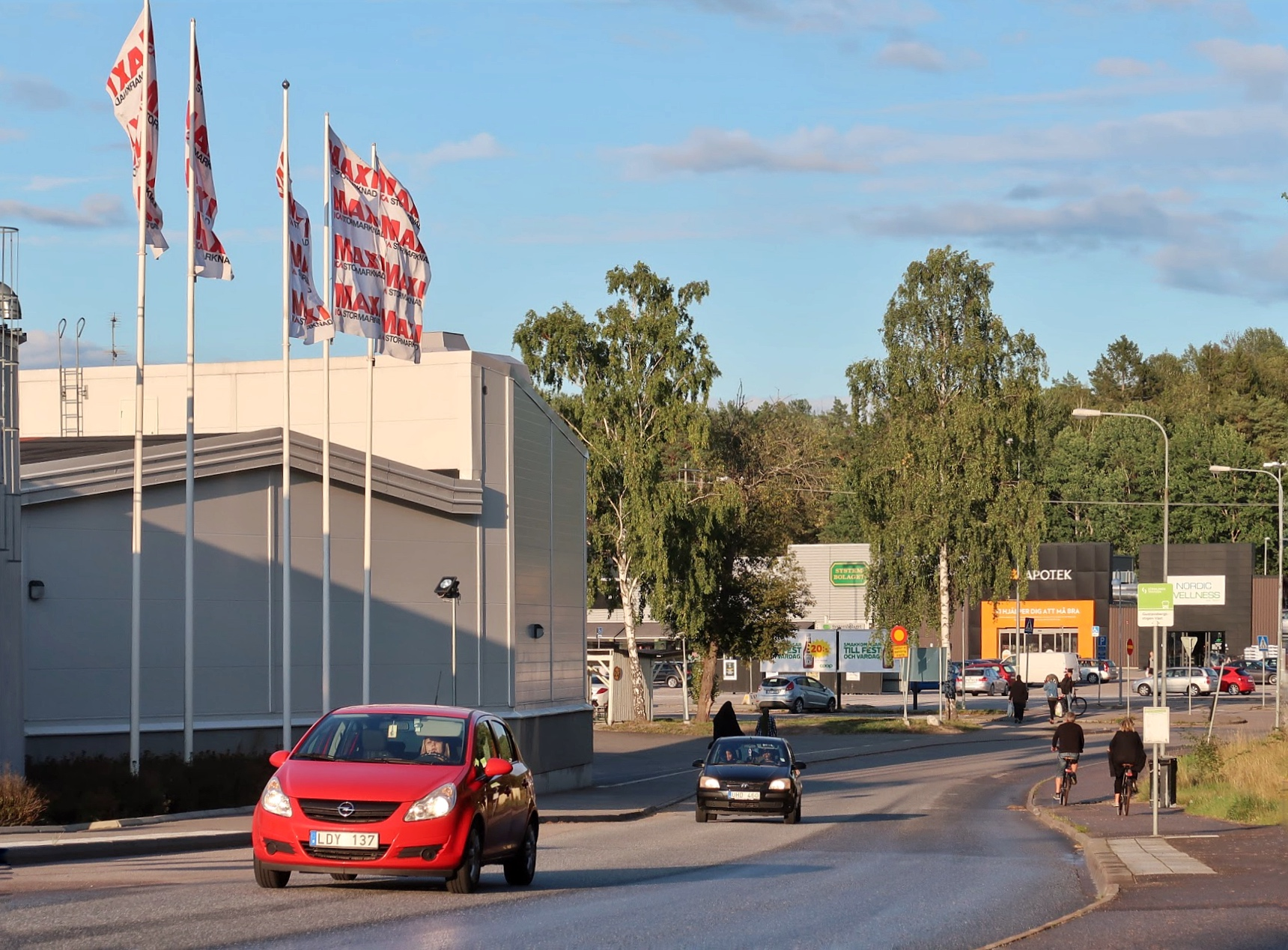
Gustavbergs handelsområde.